# Secu, Neamț
Secu este un sat ce aparține orașului Bicaz din județul Neamț, Moldova, România.
 Acest articol despre o localitate din județul Neamț este deocamdată un ciot. Puteți ajuta Wikipedia prin completarea lui.